# Yalnızağaç, Kağızman
Yalnızağaç là một xã thuộc huyện Kağızman, tỉnh Kars, Thổ Nhĩ Kỳ. Dân số thời điểm năm 2010 là 184 người.